# Mandinga (Fluss)
Der Río Mandinga ist ein Fluss in Panama, der fast auf seiner gesamten Länge als Grenzfluss zwischen der Provinz Colón und der indigenen Comarca Guna Yala verläuft und in den Golf von San Blas, und damit in die Karibik, mündet. Er hat eine Länge von 41,3 Kilometern und sein Einzugsgebiet, das sich zwischen Guna Yala und der Provinz Colón befindet, umfasst 337 Quadratkilometer. Sein einziger größerer Zufluss ist der Cangandí. Weitere kleinere Zuflüsse sind, von der Quelle zur Mündung, der Nurlagana, der Diamudi, der Taimdí und der Pingandi.

## Etymologie
Der Fluss und ein ehemaliger Ort an der Karibikküste Panamas unweit der Flussmündung dürften nach Pedro Mandinga, einem lokalen Anführer entlaufener Sklaven afrikanischer Herkunft (span. cimarrones, engl. maroons), benannt worden sein. Mandinga ist in diesem Fall kein Nachname im herkömmlichen Sinn, sondern muss als Stammesname, also einem bestimmten Stamm angehörend, aufgefasst werden, siehe Volk der Mandinka. Pedro Mandinga und seine Gefolgsleute haben im Januar 1573 Francis Drake und seine Männer von der Karibikküste bis zum camino real nahe Venta Cruces nicht weit von der Stadt Panama an der Pazifikküste entfernt durch die Wildnis des Landesinneren geführt, um dort gemeinsam einen Überfall auf die Gold- und Silbertransporte zu unternehmen. Zur damaligen Zeit fanden diese auf Eselsrücken über den Isthmus statt. Auf dem Weg dorthin erblickte Francis Drake als erster Europäer von einem hohen Baum aus gleichzeitig die Karibik und den Pazifischen Ozean.
Der Name Río Mandinga lässt sich mindestens bis ins Jahr 1685 zurückverfolgen. Am 6. März dieses Jahres schrieb Oberstleutnant Francisco de Castro von Portobelo an den König von Spanien einen Brief, in dem er die Aussage eines Indianers wiedergibt, Piraten hätten die Absicht, über den Río Mandinga nach Chepo und von dort in die Südsee zu gelangen. Eine der frühesten Landkarten, auf der der Fluss mit diesem Namen erscheint, ist die Karte des Nicolás Rodríguez von 1744, heute im Archiv des Museo Naval in Madrid.

## Geschichte
Der Fluss Mandinga wurde 1679 von den Piraten John Guarlem (oder Guartem), Edward Blomen (oder Blomar) und Bartholomew Charps (oder Charpes, auch Sharp) benutzt, um von der Karibikküste Panamas auf die pazifische Seite zur Stadt Chepo zu gelangen, um diese zu plündern und zu brandschatzen. Dieser Raubzug wurde unter dem Namen Chepo-Expedition bekannt.
An der Mündung des nahe gelegenen Flusses Cartí wurde 1785 eine provisorische Festung mit dem Namen San Rafael de Mandinga unter Planung und Leitung des spanischen Militäringenieurs Antonio de Arévalo errichtet. Diese Festung war eine von mehreren, die in dieser Zeit entlang der Karibikküste vom Golf von San Blas im Westen bis zum Golf von Urabá im Osten angelegt wurden. Die Festung San Rafael de Mandinga bestand nur wenige Jahre und wurde schließlich wieder aufgegeben.
1870 erfolgte eine genaue Erkundung des Mandinga-Flusssystems von seiner Mündung bis zum Oberlauf während einer Expedition unter Leitung von Thomas O. Selfridge, Commander der U.S. Navy. Ziel der Expedition war es, die beste Route für einen möglichen Kanal für den Schiffsverkehr als Verbindung zwischen dem Atlantischen und dem Pazifischen Ozean zu finden. Als eine Option galt die sogenannte „San Blas Route“, also die Route zwischen dem Golf von San Blas und der pazifischen Seite bei der Mündung des Río Chepo. Es stellte sich dabei heraus, dass dies nur unter enormen Kosten in Form eines mehrere Meilen langen Tunnels unter der Kordillere von San Blas durch möglich wäre. Daraufhin wurde diese Route für einen Kanal durch den Isthmus von Panama aufgegeben.
Der Golf von San Blas wurde in der Vergangenheit auch Bucht von Mandinga (span. Ensenada de Mandinga, franz. Baye de Mandinga) genannt wegen der Mündung des Flusses Mandinga in den selbigen.